# 定息按揭試驗計劃
定息按揭試驗計劃是一項《2020年至2021年度香港政府財政預算案》中宣佈的措施，旨在減低置業人士的利率風險。

## 簡介
計劃由香港按揭證券公司推出，於2020年5月7日正式接受申請，參與計劃的銀行包括渣打銀行（香港）、中國銀行（香港）、創興銀行及大新銀行等銀行。申請人可選擇10年期、15年期或20年期的定息按揭貸款，首次推出時的年利率分別為2.55%、2.65%及2.75%。申請人亦可選擇30年的還款期，在定息期結束後申請人可以定息或浮息續期。
計劃的總貸款額為10億港元，每宗申請的貸款上限為1,000萬港元。香港金融管理局總裁余偉文表示若市場對計劃有龐大需求，可增加計劃的總貸款額。借款人毋須通過壓力測試，惟仍需符合供款與入息比率要求。
計劃於2021年11月起由試驗計劃轉為恆常計劃，惟市場反應冷淡，於試驗期間僅批出4億港元貸款。

## 評價
- 財政司司長陳茂波表示計劃對按揭市場的長期穩定發展有幫助[5]。
- 香港金融管理局總裁余偉文認為計劃旨在向市民提供更多選擇。即使定息息率較目前的按揭息率高，但長遠而言可減低利率波動風險[6]。
- 中原按揭董事總經理王美鳳指計劃的息率較現時的市場按息高，加上美國將來仍有機會繼續減息，認為計劃的吸引力不足[8]。
- 經絡按揭轉介首席副總裁曹德明指計劃有助使用發展商高成數按揭的業主[9]。